# Michel Leiris

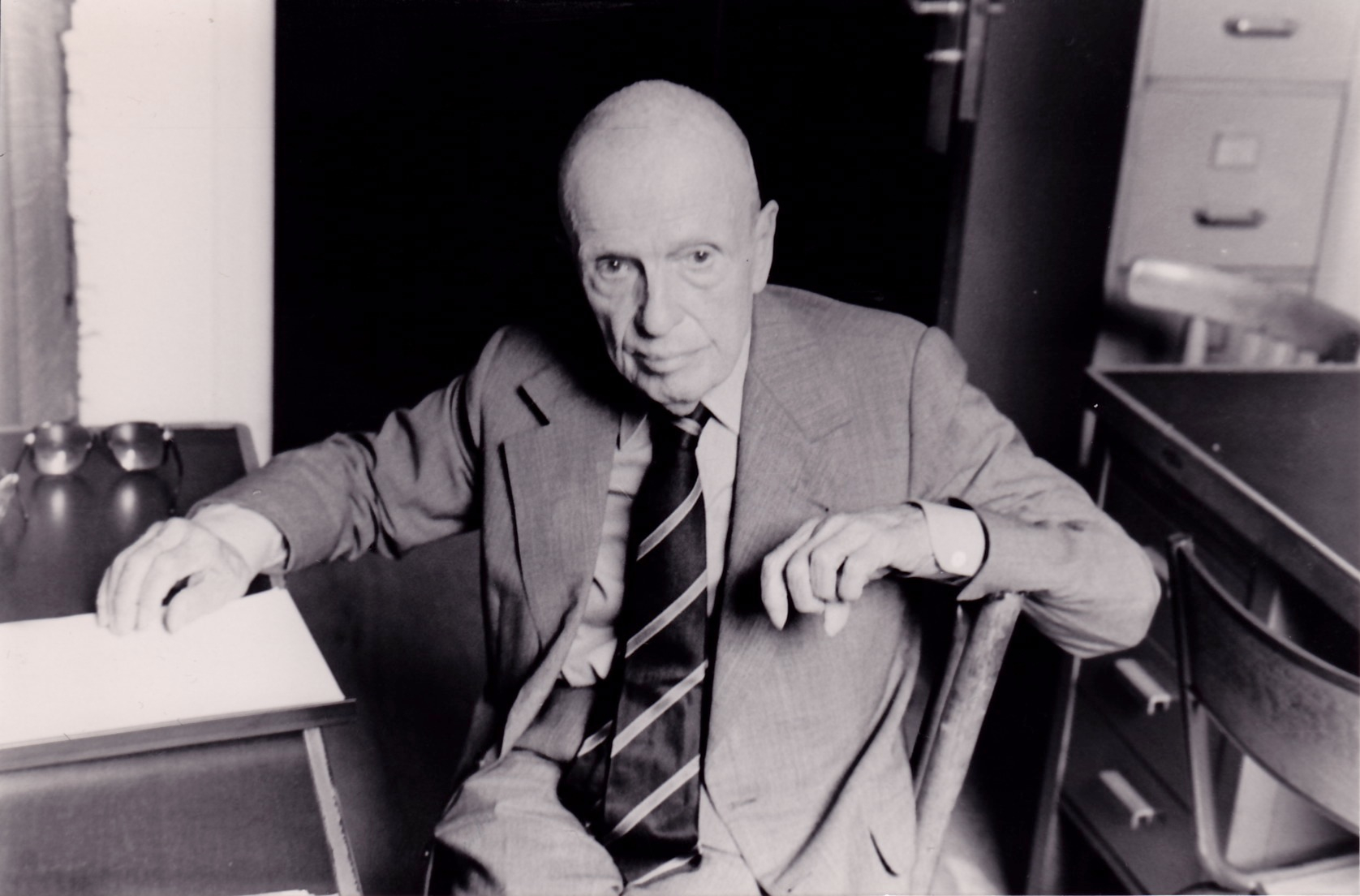
Michel Leiris in seinem Büro des Musée de l’Homme, Februar 1984

Michel Leiris (* 20. April 1901 in Paris; † 30. September 1990) war ein französischer Schriftsteller und Ethnologe.

## Leben
Der aus dem französischen Bildungsbürgertum stammende Leiris, dessen literarische Neigung schon früh zutage trat, wurde von seiner Familie gegen seinen Willen zu einem Studium der Chemie genötigt. Er gewann in der Zeit nach dem Ersten Weltkrieg Anschluss an die avantgardistischen Künstlerzirkel der Epoche, insbesondere zum Surrealismus; rasch befreundete er sich mit Max Jacob, André Masson, Picasso, Joan Miró und anderen. Diese Verbindungen hielten bis ins Jahr 1929, wonach er die Gruppe verließ, um größere künstlerische Selbständigkeit zu erlangen. Lediglich mit Masson verband ihn eine lebenslange Freundschaft.

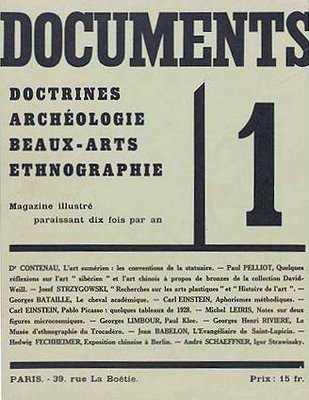
Nr. 1 der Documents, 1929

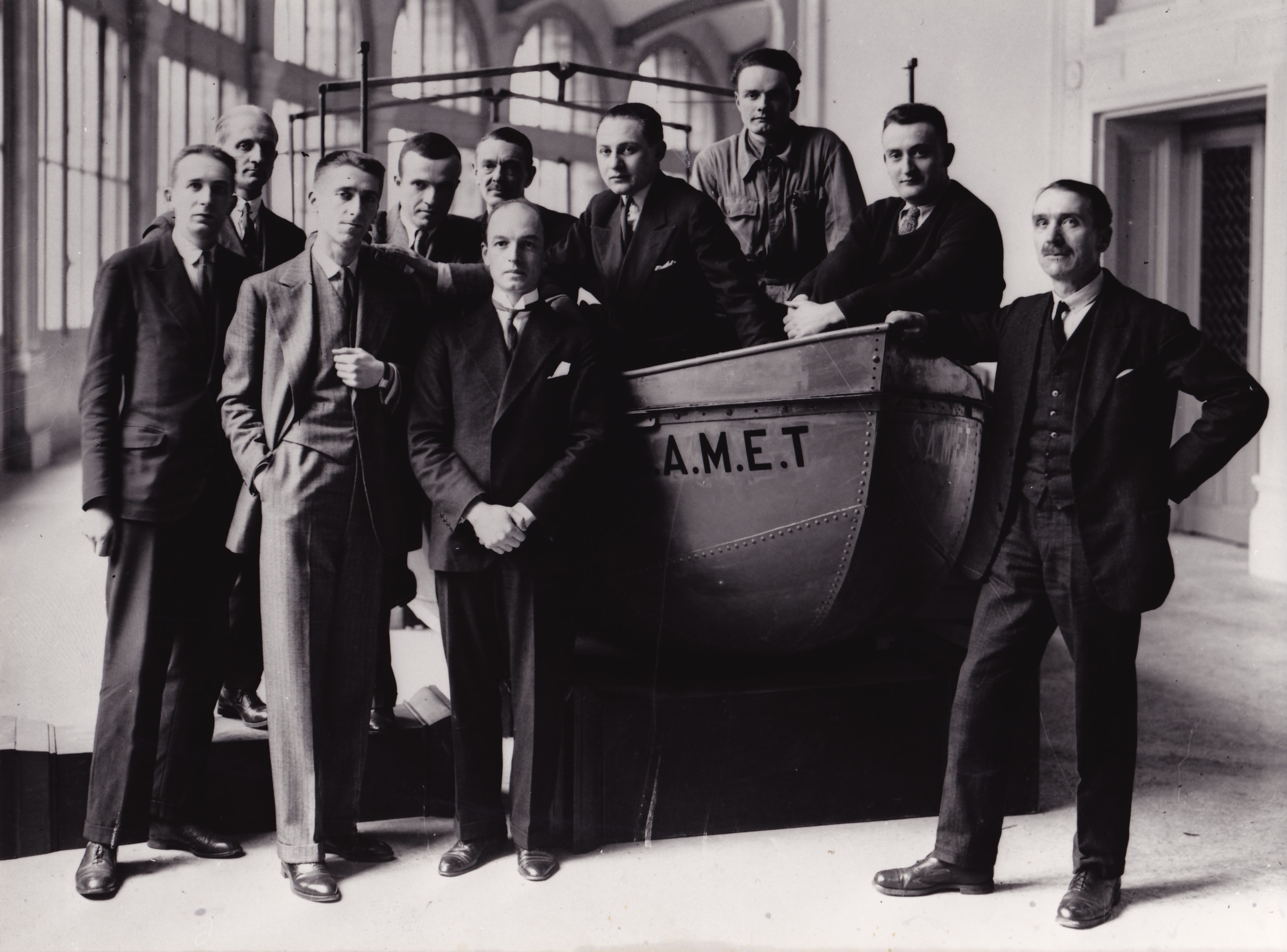
Die Mannschaft der Mission Dakar-Dschibuti 1931, mit Griaule (5. v. l.) und Leiris (4. v. l.)

Leiris begann ein Studium der Ethnologie und lernte Georges Bataille kennen, für dessen Zeitschrift Documents er sich redaktionell engagierte. Für die vierte Ausgabe verfasste er 1929 eine erste Würdigung von Alberto Giacomettis Werk. Zusammen mit Bataille, Roger Caillois und Jules Monnerot gründete er das religionswissenschaftlich inspirierte Collège de Sociologie. Von 1931 bis 1933 begab sich Leiris auf eine Forschungsmission Dakar-Dschibuti unter der Leitung von Marcel Griaule, einem Kollegen von den Documents. In Äthiopien wurde er als Zeuge eines Zar-Kults tief beeindruckt. Dessen (Be-)Handlung mit Besessenheit begriff er als rituelles Theater, als Inszenierung zwar, mit der aber zugleich aus der Vorstellung echte Besessenheit und ein Imaginäres erlitten wird.
Nach seiner Rückkehr verfasste er einen langen, persönlichen Text über seine Erlebnisse (L’Afrique fantôme), in dem er zwar u. a. dieses Ritual erstmals beschrieb, aber vor allem die Tropenreise zum Modus geistiger Erlösung stilisierte, ein Genre, das bereits der Schriftsteller Paul Nizan mit Aden Arabie maßgeblich vorbereitet hatte. Für sein monumentales Reisetagebuch nutzt Leiris die Forschungstechniken der Ethnographie, um sie auf seinen eigenen Alltag („das Heilige im Alltag“) und die Erlebnisse auf seiner Reise anzuwenden. Die Veröffentlichung dieses unorthodoxen Textes 1934 führte zum Bruch zwischen Leiris und Marcel Griaule.
Von 1929 bis 1935 unterzog er sich einer psychoanalytischen Behandlung bei Adrien Borel, in deren Verlauf er die Notwendigkeit einer intimen Autobiographie als Voraussetzung für einen Heilungserfolg erkannte. Diese Überlegung bildete die Grundlage von L’Âge d’homme (dt. Mannesalter). Das Buch erschien 1939 und fand eine Fortsetzung in La Règle du jeu (dt. Die Spielregel), deren vier Bände zwischen 1948 und 1976 erschienen. Im Jahr 1957 wurde Leiris Mitglied des Instituts für Pataphysik. Es folgten Novellen und Gedichte.
Seine Karriere als Ethnologe konnte er nach der Dakar-Dschibuti-Reise ausbauen. Er wurde Forscher am neu gegründeten Musée de l’Homme. Nach 1945 näherte er sich Sartres Existenzialismus an und wurde Gründungsmitglied der Zeitschrift Les Temps Modernes. Zusammen mit Alioune Diop, Aimé Césaire und Georges Balandier gründete er außerdem 1945 die Présence africaine. Als ein heftiger Gegner des Kolonialismus unterzeichnete Leiris das in Frankreich berühmte Manifest der 121 mit. Zu seinen wichtigeren ethnologischen Werken gehörte eine Studie über den Eigentumsbegriff im nördlichen Äthiopien, den er aus einer Sartreschen Perspektive analysierte.
Michel Leiris starb im Alter von 89 Jahren und wurde auf dem Pariser Cimetière du Père-Lachaise (Division 97) neben seiner Frau Louise und ihrem Vater, Daniel-Henry Kahnweiler, beigesetzt.

## Werk
In Deutschland ist Leiris vor allem durch seinen autobiographischen Roman Mannesalter (1939) bekannt geworden. Techniken seiner surrealistischen Lehrjahre, psychoanalytische Selbstbefragung und ein auf die Deutung des eigenen Lebens gerichtetes ethnologisches Instrumentarium definierten das Genre der Autobiographie neu. Das Buch ist dabei retrospektiv ausgelegt: der 34-jährige, geistig wie körperlich zerschlagene Ich-Erzähler bemüht sich um die rückhaltlose Rekonstruktion der frühkindlichen Quellen seiner psychischen und sexuellen Obsessionen. Der dem Werk seit 1946 üblicherweise vorgelagerte Essay La littérature considerée comme une tauromachie (Literatur als Stierkampf) begründet dies: die völlige exhibitionistische Selbstpreisgabe verwandelt den Schriftsteller in einen Torero, der den monströsen Stier (das eigene desaströse Ich) aufstachelt, um es zu besiegen. Zweck ist nicht so sehr die nostalgische Rückgewinnung einer verlorenen Vergangenheit (Proust), als vielmehr die In-Frage-Stellung der eigenen biographischen Identität, welche, zusammengesetzt aus tiefenstrukturellen Neurosen, sprachlicher Selbstreferenz und getrübten, nur punktuellen Gedächtnisfragmenten, auf ständig neue Weise spekulativ erzeugt werden muss.
Weniger bekannt ist in Deutschland das vierbändige Werk La règle du jeu (1948–1976), das um die eigenen, von der Reflexion immer wieder zerstückelten Erinnerungen und Träume kreist, die mit extremer Detailgenauigkeit in hochkomplexer Sprache wiedergegeben werden – einschließlich des Suizidversuchs 1957 –, und gleichzeitig die politischen Stimmungen und Enttäuschungen des Autors von der deutschen Besatzung (der erste Band entstand im besetzten Paris) über die kubanische Revolution und den Algerienkrieg bis zum Mai 1968 und sein so empfundenes fast permanentes Scheitern spiegelt.

## Werke
Seit 1924 brachte Leiris Texte in Zeitschriften wie La Révolution surréaliste (1925–27) und Minotaure (1933), Documents (1929–31), La Critique sociale (1933–34), den Cahiers d'art (1934–36), La Nouvelle Revue française (1936–38), Journal de la Société des Africanistes (1934–70), Les Temps modernes (1949–50) u. a. unter sowie einzelne Beiträge in vielen weiteren, meist Fachzeitschriften. Sie wurden später, genauso wie Begleittexte zu Schriften und Kunstwerken anderer, in Anthologien (und auch individuell) wiederveröffentlicht und diese auch ins Deutsche übersetzt.
Nachdem Luchterhand schon 1963 Mannesalter erstmals in deutscher Übersetzung herausgebracht hatte, machte der Suhrkamp Verlag 1975 mit einer Neuausgabe den Auftakt für die folgenden Anstrengungen vor allem durch Hans-Jürgen Heinrichs, der einen Großteil der Schriften von Michel Leiris erstmals in deutscher Sprache zugänglich machte. Zunächst im Syndikat Verlag erschienen von 1977 bis 1980 die Ethnologischen Schriften in vier Bänden, mit Phantom Afrika als Bände III und VI. Im von Heinrichs gegründeten Qumran Verlag folgten, nach einer ersten deutschen Leiris-Biografie, bis 1984 zwei Textanthologien mit überwiegend Künstlerporträts und drei weitere Übersetzungen französischer Ausgaben. 1979 schon hatte Matthes & Seitz Leiris einzigen Roman Aurora herausgebracht, zwischen 1982 und 1999 dann die vier Bände der Spielregel. Suhrkamp brachte neben dem Traumtagebuch (Lichte Nächte..., 1981) die Ethnologischen Schriften als Taschenbücher heraus. Seinen 1992, zwei Jahre nach Leiris Tod in Frankreich veröffentlichten Tagebüchern 1922–1989 folgte 1996 ihre deutsche Übersetzung bei Droschl.
- 1925: Simulacre, Text zu sieben Lithographien André Massons (wiederveröff. in 1969b)
- 1927: Le Point cardinal (wiederveröff. in 1969b)
- 1934: L’Afrique fantôme (Vorwort und Anmerkungen von 1950; dt. Phantom Afrika, 1980; rev. und erw. Ausg. 2022)
- 1936: La Néréide de la mer Rouge (dt. Die Nereide des Roten Meeres, 1980)
- 1938: Miroir de la tauromachie, mit drei Zeichnungen A. Massons (dt.Spiegel der Tauromachie, zweisprachig, 1982)
- 1938b: Le Sacré dans la vie quotidienne
- 1939: L’Âge d’homme (Vorwort 1946; dt. Mannesalter, 1963 und 1975, übersetzt von Kurt Leonhard)
- 1943: Haut mal (Gedichte seit 1924, Neuausg. 1969)
- 1945: Nuits sans nuits et quelques jours sans jour (Traumtagebuch; dt. Lichte Nächte und mancher dunkle Tag, 1981)
- 1946: Aurora (Roman, dt. Aurora, 1979)
- 1947: André Masson et son univers, mit Georges Limbour
- 1948: Biffures: La Règle du jeu I (mit De la littérature considérée comme une tauromachie; dt. Die Spielregel 4 Bände, publiziert ab 1982, übersetzt von Hans Therre)
- 1948b: La Langue secrète des Dogons de Sanga
- 1951: Race et civilisation (Text für UNESCO)
- 1955: Fourbis: La Règle du jeu II
- 1958: Le Réalisme mythologique de Michel Butor
- 1958b: La Possession et ses aspects théâtraux chez les Éthiopiens de Gondar
- 1961: Vivantes cendres, innomées, mit 13 Radierungen Alberto Giacomettis
- 1964: Grande fuite de neige (dt. Grosse Schneeflucht, aus d. Franz. von Dietrich Leube, 1982)
- 1965: Qui est Aimé Césaire?[4]
- 1966: Fibrilles: La Règle du jeu III
- 1967: mit Jacqueline Delange: Afrique noire: la création plastique (L’univers des formes, dt. Afrika, 1968)
- 1969: Cinq études d'ethnologie[5]
- 1969b: Mots sans mémoire (eine Anthologie lyrischer Texte; dt. Wörter ohne Gedächtnis, 1984, übersetzt von Simon Werle)
- 1971: André Masson, „Massacres“ et autres dessins
- 1974: Francis Bacon ou la vérité criante
- 1976: Frêle bruit: La Règle du jeu IV
- 1977–1980: (dt.) Ethnologische Schriften, in 4 Bd., hrsg. von Hans-Jürgen Heinrichs:

- Die eigene und die fremde Kultur
- Das Auge des Ethnographen
- Phantom Afrika. Tagebuch einer Expedition von Dakar nach Djibouti 1931–1933 (III/VI)

- 1980: Au verso des images
- 1981: Le Ruban au cou de l’Olympia (dt. Das Band am Hals der Olympia, 1983, übersetzt von  Rolf Wintermeyer)
- 1981b: (dt.) Die Lust am Zusehen, hrsg. von Hans-Jürgen Heinrichs[6]
- 1982: (dt.) Bacon, Picasso, Masson, aus d. Franz. von Heribert Becker, hrsg. von Hans-Jürgen Heinrichs
- 1985: Langage tangage
- 1987: Francis Bacon
- 1988: A cor et à cri
- 1989: Bacon le hors-la-loi
- 1992: Zébrage
- 1992b: Journal 1922–1989 (dt. Tagebücher 1922–1989, 1996, übersetzt von Elfi Friesenbiller und Chantal Niebisch)
- 1994: Journal de Chine
- 1994: Au delà d'un regard: entretien sur l'art africain par Paul Lebeer, Michel Leiris, Paul Lebeer, La Bibliothèque des Arts – Lausanne, ISBN 978-2-85047-242-8[7]

- 1996: Miroir de l’Afrique (posthum herausgegebener Sammelband seiner wichtigsten Afrika-Studien)
- 2000: Michel Leiris & Jean Paulhan: Correspondance, 1926–1962

## Auszeichnungen
- Satrap des Collège de Pataphysique 1957[9]